# Ранко Тајсић
Ранко Тајсић (Пухово, 13. октобар 1843) је био српски политичар и народни трибун. Био је радикалско-социјалистички посланик који је у народну скупштину први пут изабран 1874, и један је од оснивача и потпредседник Народне радикалне странке. 
За разлику од осталих радикала, на седници Уставотворног одбора заједно са Димитријем Катићем гласао је против нацрта новог устава из 1888.
Био је осуђен на смрт након Ивањданског атентата на бившег краља Милана Обреновића, али казна није извршена пошто се Тајсић већ налазио у егзилу у Црној Гори. После амнестије вратио се у Србију.